# Biostatistică
Biostatistică reprezintă dezvoltarea și aplicarea metodelor statistice într-o gamă largă de subiecte din domeniul biologiei. Acesta cuprinde proiectarea experimentelor biologice, colectarea și analiza datelor din aceste experimente și interpretarea rezultatelor.

## Legături externe
- The International Biometric Society
- The Collection of Biostatistics Research Archive
- Guide to Biostatistics (MedPageToday.com) Arhivat în 22 mai 2012, la Wayback Machine.
- Biomedical Statistics